# Álvaro de Sodupe
Álvaro de Sodupe y Santander (Navaridas, 19 de febrero de 1843-Vitoria, 11 de enero de 1889) fue un militar y periodista carlista español.

## Biografía
Nació en la magnífica casa solariega de los Sodupe, que se halla en la villa de Navaridas (Rioja Alavesa). El apellido Sodupe tiene su origen en la frase de «se pudo ó no se pudo», dado por uno de la casa en la conquista de Granada a los moros, y en la de «Sódupe» (debajo del pie) dado por otro de la misma casa en una refriega con los franceses. Sus armas consisten en un escudo con campo azul, y en él una torre de plata con ventanas coloradas, y dos leones de oro y muchas flores de lis.
Álvaro de Sodupe mostró desde su niñez una gran simpatía por el arte de la guerra. En diciembre de 1868 toma parte activa en el campo carlista, y por orden del Comandante general de la provincia de Álava, Francisco Saenz de Ugarte, en 1870 empieza los trabajos de conspiración en el distrito de la Rioja Alavesa y Puerto Alto.
Estallada la tercera guerra carlista en 1872, verificó el alzamiento sacando a campaña de 1.400 a 2.000 voluntarios alaveses, entre los que se encontraban nueve guardias civiles que él había comprometido.
Agregado por el General Larramendi a la primera Compañía del tercer Batallón de la División alavesa, tomó parte en las acciones y sitio de Tolosa los días 15, 16, 17, 18 y 19 de septiembre de 1873, y el 22 del mismo fue destinado de capitán efectivo a la tercera Compañía del cuarto Batallón de Álava. Se distinguió en la acción de Ontón; en las batallas libradas en los campos de Somorrostro, en una de las cuales fue sepultado en un parapeto por una de las innumerables granadas que reventaban a sus espaldas, causándole una especie de asfixia por espacio de dos horas y muchas contusiones. Sin orden superior alguna, dio en la batalla del 27 de marzo, al frente de 150 plazas, una terrible carga a la bayoneta contra un regimiento de Marina, destrozándole por completo, pues le dejó solamente con 140 plazas de más de 1.200 que tenía.
Tomó también parte en las acciones de Somorrostro, Estella, Abárzuza, Puente la Reina, Artajona y Lácar, entre otras, terminando la guerra como Teniente Coronel de la División Alavesa. Por su heroico comportamiento fue condecorado con la Cruz de primera clase del Mérito militar y la Medalla de Somorrostro.
Concluida la guerra, se exilió en Francia. Regresó a España en 1877 y publicó folletos de propaganda carlista. En 1887 fundó en Vitoria el periódico El Alavés, que dirigió hasta ocho días antes de su muerte.